# Tir à l'arc aux Jeux mondiaux de 2025
Navigation
Birmingham 2022 Karlsruhe 2029
Les épreuves de tir à l'arc des Jeux mondiaux de 2025 ont eu lieu du 14 au 16 août 2025 au Dong'an Lake Sports Park de Chengdu en Chine.
Les épreuves non-olympiques figurent au programme à savoir le tir en campagne (arc classique et arc nu) et le tir à l'arc extérieur (arc à poulies).

## Organisation

### Tir en campagne
Pour chaque catégorie, douze quotas d'archers ou archères sont distribués au comité nationaux selon trois type d'allocations
1. Une place pour le pays hôte, la Chine
2. Une place pour le Champion du Monde de tir à l'arc en campagne 2024 (LaBiche (Canada)).
3. Dix places au classement final des Championnats du Monde de tir à l'arc en campagne 2024 – Lac LaBiche.

Un maximum d'une place de quota sera attribué par pays et par catégorie, à l'exception des places attribuées au pays hôte et au champion du monde, qui sont exemptées du quota maximum.
| Qualification                         | Arc classique | Arc classique | Arc nu | Arc nu |
| Qualification                         | Hommes | Femmes | Hommes | Femmes |
| ------------------------------------- | --- | --- | --- | --- |
| Pays hôte                             | Chine | Chine | Chine | Chine |
| Champion du Monde 2024                | États-Unis (Brady Ellison) | Italie (Roberta Di Francesco) | Espagne (Cesar Vera Bringas) | États-Unis (Fawn Girard) |
| Classement Championnats du Monde 2024 | - Australie (2e) - États-Unis (3e) - Royaume-Uni (4e) - Italie (5e) - Croatie (6e) - Slovénie (8e) - Allemagne (9e/3) - France (9e/10) - Pays-Bas (17e) - Belgique (18e) | - Pays-Bas (2e) - Italie (3e) - Allemagne (4e) - Slovénie (5e) - Royaume-Uni (7e) - France (8e) - États-Unis (9e/7) - Slovaquie (9e/11) - Australie (9e/13) - Canada (9e/15) | - Suède (2e) - Italie (3e) - France (4e) - Espagne (5e) - Australie (6e) - États-Unis (6e) - Canada (9e/7) - Allemagne (9e/11) - Hongrie (9e/12) - Royaume-Uni (9e/14) | - Argentine (2e) - Italie (3e) - Australie (4e) - États-Unis (6e) - Allemagne (7e) - Espagne (8e) - Autriche (9e/5) - Suède (9e/6) - France (9e/7) - Roumanie (9e/14) |

### Tir à l'arc extérieur
Vingt-six archers et vingt-six archères sont engagé en compétition
1. Treize places attribuées lors des tournois continentaux de qualification (limités aux huit premières places du classement final).
  - Trois aux Championnats d'Europe 2024.
  - Trois en Coupe d'Asie en 2025
  - Trois aux Championnats panaméricains de Medellin en 2024.
  - Deux aux Championnats d'Afrique
  - Deux aux qualifications océaniennes en 2025
2. Une place pour le pays hôte
3. Une place pour un para-athlète du pays hôte
4. Une place pour le para-athlète (non-chinois) qui remportera la compétition individuelle d'arc à poulies open aux Jeux paralympiques de Paris 2024.

Un maximum de deux places de qualification sera attribué par pays et par catégorie, à l'exception des places paralympiques, qui sont exemptées du quota maximum.
Les places non attribuées seront réattribuées sur la liste du classement mondial à compter du lundi 7 avril 2025, quel que soit le continent.
| Qualification                        | Qualification                        | Quota | Hommes | Femmes |
| ------------------------------------ | ------------------------------------ | ----- | --- | --- |
| Tournois continentaux                | Championnats d'Europe 2024           | 3     | - Danemark (1er) - Israël (2e) - Pays-Bas (3e) | - Royaume-Uni (1er) - Italie (2e) - Turquie (3e) |
| Tournois continentaux                | Coupe d'Asie 2025                    | 3     | - Inde (1er) - Corée du Sud (2e) - Malaisie (3e) | - Corée du Sud (1er) - Kazakhstan (2e) - Iran (3e) |
| Tournois continentaux                | Championnats panaméricains 2024      | 3     | - Mexique (1er) - Guatemala (2e) - Colombie (3e) | - États-Unis (1er) - Mexique (2e) - Colombie (3e) |
| Tournois continentaux                | Championnats d'Afrique               | 2     | - Afrique du Sud (1e) - Afrique du Sud (2e) | - Namibie (1e) - Afrique du Sud (2e) |
| Tournois continentaux                | Qualifications Océanie               | 2     | - Australie (1er) - Nouvelle-Zélande (2e) | - Australie (1er) - Australie (2e) |
| Pays hôte                            | Pays hôte                            | 1     | Chine | Chine |
| Pays hôte - para-athlète             | Pays hôte - para-athlète             | 1     | Chine | Chine |
| Jeux paralympiques 2024              | Jeux paralympiques 2024              | 1     | Inde (Rakesh Kumar (en) - 4e) | Turquie (Öznur Cüre - 1re) |
| Quota réalocation Classement mondial | Quota réalocation Classement mondial | 10    | - Autriche (3e) - États-Unis (4e) - États-Unis (5e) - Inde (6e) - Slovaquie (9e) - Turquie (12e) - France (13e) - Turquie (14e) - Porto Rico (15e) - Italie (16e) | - Mexique (3e) - Inde (4e) - Estonie (5e) - Croatie (8e) - Colombie (10e) - Estonie (11e) - Inde (12e) - Luxembourg (13e) - Danemark (14e) - États-Unis (15e) |

Un pays qualifie une équipe mixte lorsqu'il a qualifié au moins un homme et une femme en poulies.

## Médaillés

### Tir en campagne
| Épreuves      | Or               | Argent            | Bronze               |
| Hommes        | Hommes           | Hommes            | Hommes               |
| ------------- | ---------------- | ----------------- | -------------------- |
| Arc classique | Matteo Borsani   | Patrick Huston    | Willem Bakker        |
| Arc nu        | Simone Barbieri  | Simon Fairweather | César Vera           |
| Femmes        |                  |                   |                      |
| Arc classique | Denisa Baránková | Chiara Rebagliati | Roberta Di Francesco |
| Arc nu        | Alicia Baumert   | Cinzia Noziglia   | Fawn Girard          |

### Tir à l'arc extérieur
| Épreuves                 | Or                                            | Argent                                            | Bronze                                    |
| Hommes                   | Hommes                                        | Hommes                                            | Hommes                                    |
| ------------------------ | --------------------------------------------- | ------------------------------------------------- | ----------------------------------------- |
| Arc à poulies            | Mike Schloesser                               | Curtis Broadnax                                   | Rishabh Yadav                             |
| Femmes                   |                                               |                                                   |                                           |
| Arc à poulies            | Andrea Becerra                                | Lisell Jäätma                                     | Meeri-Marita Paas                         |
| Mixte                    |                                               |                                                   |                                           |
| Arc à poulies par équipe | Danemark- Mathias Fullerton - Sofie Marcussen | Mexique- Andrea Becerra - Sebastián García Flores | États-Unis- Alexis Ruiz - Curtis Broadnax |

## Tableau des médailles
- Pays organisateur

| Rang  | Nation     | Or | Argent | Bronze | Total |
| ----- | ---------- | -- | ------ | ------ | ----- |
| 1     | Mexique    | 1  | 1      | 0      | 2     |
| 2     | Danemark   | 1  | 0      | 0      | 1     |
| 2     | Pays-Bas   | 1  | 0      | 0      | 1     |
| 4     | Estonie    | 0  | 1      | 1      | 2     |
| 4     | États-Unis | 0  | 1      | 1      | 2     |
| 6     | Inde       | 0  | 0      | 1      | 1     |
| Total | Total      | 3  | 3      | 3      | 9     |